# Trofeo Laigueglia 1972
Il Trofeo Laigueglia 1972, nona edizione della corsa, si svolse il 20 febbraio 1972, su un percorso di 135 km. La vittoria fu appannaggio dell'italiano Wilmo Francioni, che completò il percorso in 3h20'03", precedendo i belgi Eddy Merckx e Roger De Vlaeminck. Inizialmente il secondo classificato fu l'olandese Harrie Jansen, ma venne successivamente squalificato causa doping.
I corridori che presero il via da Laigueglia furono 127, mentre coloro che portarono a termine il percorso sul medesimo traguardo furono 45.

## Ordine d'arrivo (Top 10)
| Pos. | Corridore          | Squadra   | Tempo    |
| ---- | ------------------ | --------- | -------- |
| 1    | Wilmo Francioni    | Ferretti  | 3h20'03" |
| 2    | Eddy Merckx        | Molteni   | s.t.     |
| 3    | Roger De Vlaeminck | Dreher    | s.t.     |
| 4    | Marcello Bergamo   | Filotex   | s.t.     |
| 5    | Leif Mortensen     | Bic       | s.t.     |
| 6    | Julien Van Lint    | Dreher    | s.t.     |
| 7    | Georges Pintens    | Magniflex | s.t.     |
| 8    | Gilbert Bellone    | Rokado    | s.t.     |
| 9    | Giuseppe Perletto  | Zonca     | s.t.     |
| 10   | Sidney Barras      | Bantel    | a 10"    |